# La defensa del dragón
La defensa del dragón es una película colombiana del año 2017, escrita y dirigida por Natalia Santa y protagonizada por Gonzalo de Sagarminaga, Hernán Mendez y Manuel Navarro. Tuvo su estreno mundial en la Quincena de Realizadores del Festival de Cannes. Su estreno en Colombia es el 27 de julio de 2017.

## Sinopsis
Samuel, Joaquín y Marcos son tres viejos amigos que pasan sus días en el centro de Bogotá, entre el legendario club de ajedrez Lasker, el Casino Caribe, y el vetusto café La Normanda. 
Samuel (53) es un ajedrecista profesional que dejó de competir después de haber perdido en el torneo más importante de su carrera, torneo que tuvo lugar en Moscú a inicios del nuevo milenio, cuando aún era una figura reconocida en este deporte. Su mejor amigo es Joaquín (65), un consagrado relojero que está a punto de cerrar el taller que heredó de su padre y en el cual trabaja desde que tiene memoria. Marcos (72), un homeópata vasco que se dedica a buscar la fórmula para ganar en el póquer, completa el grupo, más por costumbre que por otra cosa. Los tres comparten el gusto por el ajedrez, las caminatas por el centro y la insistencia en la soledad.

## Reparto
- Gonzalo  de Sagarminaga como Samuel.
- Hernan  Mendez como Joaquín.
- Manuel Navarro como Marcos.
- Maia Landaburu como MAtilde.
- Martha Leal como Ingrid.
- Laura Osma como Julieta.
- Victoria Hernández como Josefina.